# Stare Brynki
Stare Brynki (do 1945 niem. Brünken) – osada w Polsce położona w województwie zachodniopomorskim, w powiecie gryfińskim, w gminie Gryfino nad rzeką Omulną.
W latach 1975–1998 miejscowość administracyjnie należała do województwa szczecińskiego. Obecna nazwa została administracyjnie zatwierdzona 12 listopada 1946.